# Ski acrobatique aux Jeux olympiques de 2018 – Half-pipe femmes
Navigation
Sotchi 2014 Pékin 2022
Le half-pipe féminin des Jeux olympiques d'hiver de 2018 a lieu les 19 février 2018 et 20 février 2018  au Bokwang Phoenix Park. C'est la deuxième apparition de cette épreuve aux Jeux olympiques d'hiver.

## Médaillées
| Or                     | Argent                  | Bronze                       |
| Cassie Sharpe (Canada) | Marie Martinod (France) | Brita Sigourney (États-Unis) |

## Résultats

### Qualification
Vingt-quatre concurrentes sont au départ. Les douze meilleures à l'issue des deux passages sont qualifiées pour la finale.
| Rang | Dossard | Athlète             | Nationalité      | 1er passage | 2e passage | Meilleur | Notes |
| ---- | ------- | ------------------- | ---------------- | ----------- | ---------- | -------- | ----- |
| 1    | 3       | Cassie Sharpe       | Canada           | 93,00       | 93,40      | 93,40    | Q     |
| 2    | 7       | Marie Martinod      | France           | 91,60       | 92,00      | 92,00    | Q     |
| 3    | 1       | Brita Sigourney     | États-Unis       | 90,60       | 90,60      | 90,60    | Q     |
| 4    | 6       | Annalisa Drew       | États-Unis       | 85,40       | 86,00      | 86,00    | Q     |
| 5    | 13      | Ayana Onozuka       | Japon            | 74,60       | 84,80      | 84,80    | Q     |
| 6    | 4       | Maddie Bowman       | États-Unis       | 83,60       | 83,80      | 83,80    | Q     |
| 7    | 11      | Sabrina Cakmakli    | Allemagne        | 81,80       | 31,40      | 81,80    | Q     |
| 8    | 2       | Zhang Kexin         | Chine            | 80,60       | 81,00      | 81,00    | Q     |
| 9    | 22      | Rowan Cheshire      | Grande-Bretagne  | 74,00       | 71,40      | 74,00    | Q     |
| 10   | 8       | Valeriya Demidova   | Russie (OAR)     | 71,00       | 73,60      | 73,60    | Q     |
| 11   | 24      | Rosalind Groenewoud | Canada           | 73,20       | 72,80      | 73,20    | Q     |
| 12   | 17      | Anaïs Caradeux      | France           | 25,00       | 72,80      | 72,80    | Q     |
| 13   | 12      | Elisabeth Gram      | Autriche         | 72,20       | 20,00      | 72,20    |       |
| 14   | 10      | Saori Suzuki        | Japon            | 69,20       | 71,80      | 71,80    |       |
| 15   | 5       | Devin Logan         | États-Unis       | 71,60       | 25,60      | 71,60    |       |
| 16   | 20      | Janina Kuzma        | Nouvelle-Zélande | 67,80       | 48,60      | 67,80    |       |
| 17   | 14      | Molly Summerhayes   | Grande-Bretagne  | 60,80       | 66,00      | 66,00    |       |
| 18   | 16      | Jang Yu-jin         | Corée du Sud     | 64,40       | 60,00      | 64,40    |       |
| 19   | 21      | Chai Hong           | Chine            | 58,00       | 63,60      | 63,60    |       |
| 20   | 15      | Wu Meng             | Chine            | 53,40       | 61,00      | 61,00    |       |
| 21   | 9       | Yurie Watabe        | Japon            | 21,20       | 56,60      | 56,60    |       |
| 22   | 18      | Britt Hawes         | Nouvelle-Zélande | 52,20       | 57,40      | 57,40    |       |
| 23   | 19      | Laila Friis-Salling | Danemark         | 45,00       | 11,80      | 45,00    |       |
| 24   | 23      | Elizabeth Swaney    | Hongrie          | 30,00       | 31,40      | 31,40    |       |

### Finale
| Rang                                | Dossard | Athlète             | Nationalité     | 1er passage | 2e passage | 3e passage | Meilleur | Notes |
| ----------------------------------- | ------- | ------------------- | --------------- | ----------- | ---------- | ---------- | -------- | ----- |
| Médaille d'or, Jeux olympiques      | 3       | Cassie Sharpe       | Canada          | 94,40       | 95,80      | 42,00      | 95,80    |       |
| Médaille d'argent, Jeux olympiques  | 7       | Marie Martinod      | France          | 92,20       | 92,60      | 23,20      | 92,60    |       |
| Médaille de bronze, Jeux olympiques | 1       | Brita Sigourney     | États-Unis      | 89,80       | 88,60      | 91,60      | 91,60    |       |
| 4                                   | 6       | Annalisa Drew       | États-Unis      | 86,80       | 73,00      | 90,80      | 90,80    |       |
| 5                                   | 13      | Ayana Onozuka       | Japon           | 50,80       | 77,20      | 82,20      | 82,20    |       |
| 6                                   | 8       | Valeriya Demidova   | Russie (OAR)    | 79,00       | 80,60      | 77,60      | 80,60    |       |
| 7                                   | 22      | Rowan Cheshire      | Grande-Bretagne | 75,40       | 17,80      | 13,60      | 75,40    |       |
| 8                                   | 11      | Sabrina Cakmakli    | Allemagne       | 74,20       | 57,60      | 20,40      | 74,20    |       |
| 9                                   | 2       | Zhang Kexin         | Chine           | 73,00       | 55,40      | 71,00      | 73,00    |       |
| 10                                  | 24      | Rosalind Groenewoud | Canada          | 70,60       | 67,80      | 66,60      | 70,60    |       |
| 11                                  | 4       | Maddie Bowman       | États-Unis      | 25,80       | 26,40      | 27,00      | 27,00    |       |
| 12                                  | 17      | Anaïs Caradeux      | France          |             |            |            | DNS      |       |